# 10a Mostra Internacional de Cinema de Venècia
La 10a Mostra Internacional de Cinema de Venècia va tenir lloc de l'11 d'agost a l'1 de setembre de 1949. El festival se celebrarà de manera permanent al Palazzo del Cinema al Lido de Venècia.
El premi a la millor pel·lícula aleshores era anomenat "el Lleó de Sant Marc" (en comptes de Gran Premi Internacional de Venècia) i mantindrà el seu nom fins 1953, quan s'anomenarà de manera permanent Lleó d'Or.

## Jurat
- Mario Gromo[3]
- Ermanno Contini
- Emilio Lavagnino
- Giannino Marescalchi
- Aldo Palazzeschi
- Piero Regnoli
- Gian Luigi Rondi
- Gino Visentini
- Cesare Zavattini

## Pel·lícules en competició
| Títol original           | Director(s)           | País de producció |
| ------------------------ | --------------------- | ----------------- |
| Aux yeux du souvenir     | Jean Delannoy         | França            |
| Champion                 | Mark Robson           | Estats Units      |
| Manon                    | Henri-Georges Clouzot | França            |
| Berliner Ballade         | Robert A. Stemmle     | Alemanya          |
| Cielo sulla palude       | Augusto Genina        | Itàlia            |
| Eva                      | Gustaf Molander       | Suècia            |
| Johnny Belinda           | Jean Negulesco        | Estats Units      |
| Portrait of Jennie       | William Dieterle      | Estats Units      |
| The Snake Pit            | Anatole Litvak        | Estats Units      |
| Kind Hearts and Coronets | Robert Hamer          | Regne Unit        |
| La malquerida            | Emilio Fernández      | Mèxic             |
| Jour de fête             | Jacques Tati          | França            |

## Premis
- Lleó de Sant Marc
  - Manon (Henri-Georges Clouzot)[4]
- Millor pel·lícula italiana
  - Cielo sulla palude (Augusto Genina)
- Copa Volpi
  - Millor Actor - Joseph Cotten (Portrait of Jennie)
  - Millor Actriu - Olivia de Havilland (The Snake Pit)
  - Millor director Director - Augusto Genina (Cielo sulla palude)
  - Millor guió original - Jacques Tati (Jour de fête)
  - Millor fotografia - Gabriel Figueroa (La malquerida)
  - Millor disseny de producció - William Kellner (Kind Hearts and Coronets)
- Premi Internacional 
  - Berliner Ballade (Robert A. Stemmle)
  - The Quiet One (Sidney Meyers)
  - The Snake Pit (Anatole Litvak)
- Premi OICI - Cielo sulla palude (Augusto Genina)